# 멜리사 엘리어스
멜리사 엘리어스(Melissa Elias, 1985년 3월 12일 ~ )는 캐나다의 배우, 영화배우이다.
매니토바주에서 태어났다.

## 방송
- 팔콘비치 시즌2
- 팔콘비치 시즌1

## 영화
- 섹슈얼 어드벤쳐 (2012년) - 레쉬마 역
- 팰콘 비치 (2006년)
- 타마라 (2005년) - 키샤 역